# 锡金紫菀
锡金紫菀（学名：Aster sikkimensis）是菊科紫菀属的植物。分布在尼泊尔、锡金以及中国大陆的西藏等地，生长于海拔2,400米至3,660米的地区，目前已由人工引种栽培。